# Mimma Fazio
Domenica Fazio, nota come Mimma (Catania, 6 ottobre 1980), è una calciatrice italiana, portiere del Catania.

## Carriera
Nella stagione 2001-2002 giocò con il Gravina Calcio in Serie A.
Dopo 15 anni di esperienze in giro per l'Italia, nel 2017-'18 torna in Sicilia e giunge alla Femminile Catania, in Serie B. Con la formazione rossazzurra segna il gol della vittoria contro il Nebrodi, ma la stagione si conclude con la retrocessione in Serie C e 42 reti subite per lei.

## Palmarès
- Campionato italiano di Serie A2: 1

Lazio: 2008-2009